# Wolfartshoffen
Le plan d'eau de Wolfartshoffen est situé entre Reichshoffen, Frœschwiller et Niederbronn-les-Bains dans le Parc naturel régional des Vosges du Nord. Il est complètement englobé dans la réserve naturelle régionale du plan d'eau de Reichshoffen.